# Christiaan Berger
Christiaan Berger, född den 27 april 1911 i Amsterdam och död den 12 september 1965 i Amsterdam, var en holländsk friidrottare som tävlade i kortdistanslöpning.
Bergers främsta merit kom vid det första Europamästerskapet i friidrott där han vann guld både på 100 meter och på 200 meter. Han ingick även i det nederländska stafettlaget som slutade på tredje plats på 4 x 100 meter. 
Berger deltog även vid två olympiska spel. Vid Olympiska sommarspelen 1932 blev han utslagen i kvartsfinalen både på 100 och 200 meter. Fyra år senare vid Olympiska sommarspelen 1936 blev han åter utslagen i kvartsfinalen på 100 meter. Han ingick även i stafettlaget över 4 x 100 meter som tog sig till final där laget blev diskat och slutade sist. 
Hans personliga rekord på 100 meter 10,3 var även tangerat världsrekord.

## Personliga rekord
- 100 meter - 10,3 från 1934
- 200 meter - 21,1 från 1930